# Vinga község
Vinga község (románul: Comuna Vinga) község Arad megyében, Romániában. Központja Vinga, beosztott falvai Majláthfalva, Monostor.

## Népessége
A 2011-es népszámlálás adatai alapján a község népessége 6150 fő volt.